# Махано, Адольфо Арнальдо
 Адольфо Арнальдо Махано Рамос (исп. Adolfo Arnaldo Majano Ramos, 21 апреля 1938) — политический и военный деятель Республики Эль-Сальвадор, один из главных руководителей военного переворота 15 октября 1979 года и руководитель Революционной правительственной хунты, правившей страной в 1979—1980 годах.

## Биография

### Военная карьера
Родился 21 апреля 1938 года в департаменте Морасан Республики Эль Сальвадор. В 1955 году он поступил в Военную школу им. Герардо Барриоса (исп. Escuela Militar Capitán General Gerardo Barrios (EM)), которую окончил в 1958 году в звании младшего лейтенанта пехоты. В 1974 году окончил курсы Генерального штаба Высшей военной школы в Мехико (Мексика). Проходил обучение в Школе Америк в Зоне Панамского канала, затем служил в частях сальвадорской армии, стал создателем современной службы армейской связи, был ответственным за обучение в Военной школе им. Херардо Барриоса. Сотрудничал с западногерманским социал-демократическим Фондом Фридриха Эберта и либеральным Фондом Фридриха Науманна, а также с рядом престижных мексиканских исследовательских центров. После службы в 1-й пехотной бригаде был в звании полковника Генерального штаба назначен заместителем начальника Военной школы им. Херардо Барриоса. В этой должности стал одним из главных организаторов переворота 15 октября 1979 года.

### Переворот 1979 года
Правление генерала Карлоса Умберто Ромеро, обвиняемого оппозицией в фальсификации президентских выборов 1977 года и жестоко подавлявшего любые антиправительственные выступления, привело Сальвадор на грань гражданской войны. В этих условиях даже средний командный состав сальвадорской армии отказал режиму в поддержке: в гарнизонах и в военных учебных заведениях возникло подпольное движение, известное как Молодые военные (исп. La juventud militar") или Демократическая военная молодёжь (исп. Juventud Militar Democrática) . В конце лета 1979 года военный руководитель движения Рене Герра и его брат Родриго Герра, возглавлявший Гражданский комитет, приступили к подбору кандидатов для будущей правительственной хунты. Первоначально в её состав должны были войти три офицера, непосредственно участвовавших в движении, однако затем было решено сформировать хунту из двух военных и трёх гражданских лиц. Одним из военных стал известный своими социал-демократическими взглядами полковник Адольфо Махано, другим — полковник инженерных войск Хайме Абдул Гутьеррес, представитель консервативного крыла армейского командования. Родриго Герра позднее утверждал, что обладавший определённым авторитетом в армии и не замешанный в коррупции Махано должен был стать чисто представительной фигурой. Вскоре кандидатуры Гутьерреса и Махано были утверждены на тайных офицерских собраниях, прошедших практически во всех воинских частях Сальвадора. Утверждали, что 8 октября 1979 года, незадолго до переворота, Махано и Гутьеррес посетили архиепископа Сан-Сальвадора Оскара Арнульфо Ромеро, сообщили ему о предстоящем свержении правительства и получили своего рода одобрение этого шага, призванного положить конец насилию в стране. Адольфо Махано и Рене Герра составили план военной операции по смещению президента Карлоса Умберто Ромеро, которая была проведена ночью на 15 октября 1979 года. Диктатор был выслан в Гватемалу, а полковник Адольфо Махано официально вошёл в состав Революционной правительственной хунты как представитель Постоянного комитета Вооружённых сил (исп. Comité Permanente de la Fuerza Armada (COPEFA)).

### Правитель Сальвадора
Полковник Адольфо Махано как формальный лидер «Военной молодёжи» и руководитель переворота сосредоточил в своих руках основную часть функций главы государства и пост главнокомандующего вооружёнными силами. Однако присоединившаяся к перевороту группа консервативных полковников во главе с генералом Карлосом Эугенио Видесом Касановой (именно она через капитана Эмилио Мену Сандоваля провела в состав хунты Х. А. Гутьерреса) добилась назначения на пост министра обороны полковника Хосе Гильермо Гарсии, который стал проводить самостоятельную политику. Пока Адольфо Махано и гражданские члены хунты пытались найти пути к национальному примирению и реформированию общества, министерство обороны и поощряемые им полувоенные формирования продолжили вести открытую войну против левой оппозиции, как вооружённой, так и вполне легальной. В Сальвадоре возникла ситуация двоевластия — формальный руководитель хунты и главнокомандующий Адольфо Махано не обладал полным контролем над армией и спецслужбами и был вынужден согласовывать свои решения с полковником Гутьерресом. В начале января 1980 года три гражданских члена хунты вышли из её состава в знак протеста против проводимых Гарсией репрессий, что усилило позиции правых и ослабило влияние Махано. Однако тот продолжал настаивать на проведении экономической и аграрной реформ, национализации банков и внешней торговли, а также на создании условий для свободных выборов. В то же время в Сальвадоре происходила стремительная поляризация сил: в новый состав Революционной хунты согласились войти только правые христианские демократы, в то время как разрозненные левые силы быстро консолидировались и вступали в союз с центристской оппозицией. В феврале 1980 года хунта приостановила действие Конституции 1962 года, а с ней и действие конституционных гарантий, чем юридически развязала руки правому крылу армии, которое уже проводило чистку офицерского корпуса от представителей «Военной молодёжи». Влияние Махано падало. Его давний знакомый, лидер Панамы генерал Омар Торрихос предлагал полковнику открыто выступить против правых и взять власть, но Махано уже не был уверен в том, что получит должную поддержку военных: 
Торрихос неизменно чертыхался, когда вспоминал, как Махано звонил ему по телефону из Сальвадора и спрашивал, брать ему власть или подождать. Торрихос отвечал: «Ты что, сам не понимаешь, балда, что надо делать?!» и в сердцах бросал трубку. Так, по его  (Торрихоса) мнению, была упущена возможность возрождения Сальвадора, и страна на многие годы погрузилась в пучину гражданской войны…
Тем не менее, Адольфо Махано удалось во второй половине марта 1980 года добиться опубликования декрета о радикальной аграрной реформе, но это была его последняя серьёзная победа. К тому же, одновременно с этим декретом, Революционная хунта ввела осадное положение на всей территории страны, что стало самым ярким проявлением двойственной правительственной политики, получившей название «Реформы + репрессии». Поляризация политических сил в Сальвадоре зашла настолько далеко, что о диалоге между левыми и правыми речь уже не шла: одни полагались только на террор армии и полувоенных формирований, другие — на тактику антиправительственной партизанской войны. Правые в своих действиях зашли так далеко, что 24 марта 1980 года прямо в соборе убили архиепископа Оскара Арнульфо Ромеро, обличавшего правительственный террор (Адольфо Махано на следующее утро выступил по телевидению с осуждением этого преступления). С другой стороны, к апрелю 1980 года в основном сложился широкий Революционно-демократический фронт, а в мае левыми было создано Объединённое революционное руководство пяти ведущих военно-политических организаций, ставшее основой для создания Фронта национального освобождения им. Фарабундо Марти.

### Инцидент с майором д’Обюссоном. Падение.
Трения между полковником Адольфо Махано и правыми военными в конце концов вылились в открытый конфликт. 7 мая 1980 года про приказу Махано в имении Сан-Луис близ Санта-Теклы был арестован руководитель террористической организации «Союз белых воинов», глава ультраправого Национального широкого фронта отставной майор разведки Роберто д’Обюссон. Майор был обвинён в подготовке переворота и заключён в казармы Сан-Карлос. Арест д’Обюссона вызвал возмущение правого командования армии и раскол в Революционной хунте. 8 мая в Сан-Сальвадоре было созвано совещание высшего командования, на котором представители правых потребовали от Махано освобождения д’Обюссона и других заключённых.
Для разрешения конфликта власти обратились к мнению офицерского корпуса и большинство офицеров выступило за отстранение Адольфо Махано от командования армией. 12 мая новым главнокомандующим стал полковник Хайме Абдул Гутьеррес, 13 мая д’Обюссон был освобождён и покинул страну, а 14 мая 1980 года Адольфо Арнальдо Махано сдал полномочия председателя Революционной хунты тому же Хайме Абдулу Гутьерресу.
Генерал-лейтенант КГБ СССР Леонов Н. С. утверждал: 
У Махано одно время находились под командованием достаточные силы, чтобы взять власть в свои руки, но его погубила нерешительность. Он потерял время и вскоре был отстранён от руководства армией правыми силами.
Теперь сальвадорская армия развернула открытое наступление на позиции левых партизанских формирований. Неофициальные данные гласили, что с начала года в Сальвадоре погибло уже более 3 000 человек, причём 250 из них — только в первые дни июня. Разрастание гражданской войны и правительственные репрессии тогда же побудили Адольфо Махано пригрозить своей отставкой и вызвать очередной кризис Революционной хунты, однако США приложили все усилия к тому, чтобы сохранить в её составе последнего либерала и реформатора.
В сентябре 1980 года полковник Адольфо Махано был отстранён Хайме Абдулом Гутьерресом от исполнения военных и государственных функций в Революционной хунте. Его положение становилось всё более и более двусмысленным: влиять на события Махано уже не мог, а его присутствие в хунте выглядело как одобрение политики открытого террора не только против партизан, но и против демократических сил. В конце осени полковник через сотрудников Центральноамериканского университета уведомил руководство Революционно-демократического фронта о своём намерении выйти из состава хунты, но некоторое время неопределённость сохранялась. Только 7 декабря 1980 года Адольфо Махано публично осудил политику Революционной хунты, обвинил Хайме Абдула Гутьерреса в причастности к зверствам армии (в стране к концу 1980 года погибло более 10 000 человек) и заявил о своей отставке. 10 декабря сообщение об отставке Махано было опровергнуто, но второй состав Революционной правительственной хунты распался.

### В отставке
13 декабря 1980 года на совещании командования сальвадорской армии было принято решение сформировать третью Революционную правительственную хунту, при этом назначив христианского демократа Хосе Наполеона Дуарте президентом страны, а полковника Хайме Абдула Гутьерреса — вице-президентом. Адольфо Махано в новый состав хунты не вошёл и был назначен военным атташе в Испанию. Однако полковник отказался от этого назначения и обвинил хунту в поддержке правых экстремистов. Вечером 15 декабря он собрал пресс-конференцию, на которой обвинил хунту в терроризме, а Христианско-демократическую партию в соглашательстве. Властями был отдан приказ об аресте Махано, тут же вызвавший протест со стороны деятелей «Военной молодёжи», а сам полковник ушёл в подполье. В январе 1981 года, во время развёрнутого партизанами «генерального наступления» печать нередко сообщала о намерении Адольфо Махано присоединиться к вооружённой оппозиции, однако эти сообщения так и не подтвердились.
20 февраля 1981 года, когда правительству удалось стабилизировать ситуацию на фронтах гражданской войны, силы безопасности выследили Махано в столице и арестовали его по обвинению в неповиновении военному командованию. Бывший руководитель страны был помещён под арест в ту же казарму Сан-Карлос, куда в мае 1980 года был доставлен арестованный по его приказу майор д’Обюссон. Газета «Christian Sience Monitor» (США) писала в эти дни, что арест Махано усилит позиции правительства, так как устраняет «потенциальный источник конкуренции». Но, вопреки пессимистическим прогнозам, полковник Махано не был казнён, да и в заключении побыл всего месяц: уже 20 марта 1981 года он был освобождён и выслан в Панаму. Смерть панамского лидера генерала Торрихоса заставила его переехать в Мексику, а в 1983 году Махано обосновался в Канаде. Только в ноябре 1987 года он получил возможность ненадолго приехать в Сальвадор.
В апреле 1988 года Адольфо Махано окончательно вернулся на родину и в середине августа того же года пережил покушение, во время которого погибли два сотрудника его охраны . В стране начался процесс национального примирения, но в новых условиях бывший руководитель страны никакого политического веса не приобрёл. 25 июня 2001 года он опротестовал в Верховном суде Сальвадора лишение его военного жалования и выходного пособия при увольнении из армии, в 2009 году публично одобрил избрание на пост президента представителя Фронта национального освобождения им. Фарабундо Марти Маурисио Фунеса и в том же году опубликовал книгу воспоминаний и материалов «Потерянная возможность. 15 октября 1979», посвящённую событиям времён гражданской войны.

## Частная жизнь
Адольфо Махано женат, имеет четырёх детей. Серьёзно увлекается шахматами, в 1975—1981 годах был председателем Сальвадорской федерации шахмат.

## Сочинения
- MAJANO, A., Crisis en El Salvador: Apreciaciones, Proceso No.49, año 2 cu Dl, UCA, 5.5., El Salvador.
- Adolfo A. Majano Una oportunidad perdida. 15 de octubre 1979. /San Salvador, Indole Editores, 2009.

## Комментарии
1. ↑  В источниках интернета можно встретить написание Арнольдо (Arnoldo), а не Арнальдо.